# Juutuanjoki
Juutuanjoki eller Joenjoki (finska) eller Juvduujuuhâ (enaresamiska) är ett vattendrag i Finland. Det ligger i landskapet Lappland, i den norra delen av landet, 1 000 km norr om huvudstaden Helsingfors. Enare kyrkoby ligger vid Juutuanjokis mynning. Älven avvattnar Paatari, där Lemmenjoki och Vaskojoki mynnar.
Längs Lemmenjoki och Juutuanjoki kan man nå Enare med kanot från Kultasatama i Lemmenjoki nationalpark, Jäniskoski i Juutuanjoki måste dock passeras landvägen. Även Kaamasjoki (Kaamâsjuuhâ) bidrar till älvens flöde, via sjön Mudusjävri.
Juutuas natur- och kulturstig går längs älven.